# يونيو 2007
يونيو 2007 هو الشهر السادس من عام 2007، بدأ يوم الجمعة، وأنتهى يوم السبت، وأمتد لثلاثين يومًا.

## بوابة:أحداث جارية
| \| 8 يونيو 2007 (الجمعة) \| عدل \| تاريخ \| راقب \| تصفح \| |     |       |      |      |
| - مبادرة فرنسية مفاجئة لاستضافة حوار لبناني وتيارا المستقبل والوطني الحر سارعا إلى الترحيب بها (الجزيرة) - موسكو: مقترح الدفاع الصاروخي سيكشف أهداف أميركا (الجزيرة) - انسحاب الوطن الأم من الانتخابات البرلمانية التركية (الجزيرة) |     |       |      |      |
| 8 يونيو 2007 (الجمعة) | عدل | تاريخ | راقب | تصفح |

| \| 9 يونيو 2007 (السبت) \| عدل \| تاريخ \| راقب \| تصفح \| |     |       |      |      |
| - الموت يغيب عدن عبد الله عصمان دار، أول رئيس للصومال بعد الاستقلال (الجزيرة) - بوش يتمسك بالدرع الصاروخي ويمتدح بولندا (الجزيرة) - مجلس الأمن يفشل في إدانة تصريحات نجاد بشأن إسرائيل (الجزيرة) - البنتاغون يرشح الأميرال مولن لرئاسة الأركان خلفا لبيس (الجزيرة) - إصابة جديدة بإنفلوانزا الطيور بمصر (الجزيرة) . |     |       |      |      |
| 9 يونيو 2007 (السبت) | عدل | تاريخ | راقب | تصفح |

| \| 14 يونيو 2007 (الخميس) \| عدل \| تاريخ \| راقب \| تصفح \| |     |       |      |      |
| - قتل وجرح العشرات من الفلسطينيين في الاشتباكات المتجددة في قطاع غزة فيما أحكم مقاتلو حماس قبضتهم على مقار الأجهزة الأمنية بغزة (الجزيرة) - بوش يوجه اتهاما مبطنا إلى سوريا بالوقوف وراء اغتيال وليد عيدو النائب عن كتلة المستقبل (الجزيرة) |     |       |      |      |
| 14 يونيو 2007 (الخميس) | عدل | تاريخ | راقب | تصفح |

| \| 15 يونيو 2007 (الجمعة) \| عدل \| تاريخ \| راقب \| تصفح \| |     |       |      |      |
| - مشعل يبرر أحداث غزة ويدعو للحوار وفتح ترفض (الجزيرة) - سيزر يحيل قانون انتخاب الرئيس في تركيا للاستفتاء (الجزيرة) - إندونيسيا تؤكد اعتقال زعيم الجماعة الإسلامية (الجزيرة) |     |       |      |      |
| 15 يونيو 2007 (الجمعة) | عدل | تاريخ | راقب | تصفح |

| \| 18 يونيو 2007 (الإثنين) \| عدل \| تاريخ \| راقب \| تصفح \| |     |       |      |      |
| - محادثات بشأن الصحراء الغربية تبدأ قرب نيويورك اليوم (مفاوضات مانهاست) (الجزيرة) - اليونسكو تصنف مدينة ماري السورية معلما أثريا عالميا (الجزيرة) - ساركوزي يقبل استقالة حكومة فيون ويكلفه تشكيل جديدة (الجزيرة) - التحالف يقتل سبعة أطفال أفغانيين واعتقال مشتبه فيه (الجزيرة) |     |       |      |      |
| 18 يونيو 2007 (الإثنين) | عدل | تاريخ | راقب | تصفح |

| \| 19 يونيو 2007 (الثلاثاء) \| عدل \| تاريخ \| راقب \| تصفح \| |     |       |      |      |
| - مقتل حوالي 60 شخصاً وجرح ما يفوق ال100 أخرين وتهديم جدار جامع الخلاني الأثري في باب شرقي ببغداد بتفجير سيارة مفخخة (بي بي سي) - عشرات القتلى باشتباكات جنوبي العراق بين ميليشيا جيش المهدي والقوات العراقية (الجزيرة) - الشرطة الأفغانية تنسحب من منطقة بقندهار (الجزيرة) - أصداء عنف غزة تتردد في مخيمات لبنان (الجزيرة) - الأمم المتحدة تدعو لاحترام التعهدات بشأن دارفور (الجزيرة) |     |       |      |      |
| 19 يونيو 2007 (الثلاثاء) | عدل | تاريخ | راقب | تصفح |

| \| 20 يونيو 2007 (الأربعاء) \| عدل \| تاريخ \| راقب \| تصفح \| |     |       |      |      |
| - سقوط مدينة قرب قندهار بيد طالبان وسط مواجهات عنيفة (الجزيرة) - كارتر: سياسة واشنطن تهدف لتقسيم الفلسطينيين (الجزيرة) - كبار السن بالعراق هدرها الاحتلال وتردي الحال (الجزيرة) - أزمة اللغة العربية في الخليج (الجزيرة) |     |       |      |      |
| 20 يونيو 2007 (الأربعاء) | عدل | تاريخ | راقب | تصفح |

| \| 22 يونيو 2007 (الجمعة) \| عدل \| تاريخ \| راقب \| تصفح \| |     |       |      |      |
| - مصرع 14 جنديا أميركيا بالعراق وغيتس يتوقع معارك قاسية (الجزيرة) - لاريجاني يهدد بخطوة نووية أكبر ردا على عقوبات محتملة (الجزيرة) - أولمرت يأمل انطلاقة جديدة للسلام مع الفلسطينيين (الجزيرة) - ميركل: ما زالت توجد مشاكل في محادثات معاهدة الإتحاد الأوروبي (رويترز) - رايس تزور باريس الاسبوع القادم للقاء الزعماء الفرنسيين الجدد (رويترز) |     |       |      |      |
| 22 يونيو 2007 (الجمعة) | عدل | تاريخ | راقب | تصفح |

| \| 24 يونيو 2007 (الأحد) \| عدل \| تاريخ \| راقب \| تصفح \| |     |       |      |      |
| - محكمة الأنفال تصدر أحكاما بالإعدام والسجن المؤبد (الجزيرة) - هنية يصف تحرير الأموال بالرشوة ويحذر من شرم الشيخ (الجزيرة) - قتلى بانفجار استهدف مدرعة لليونيفل جنوب لبنان (الجزيرة) - السودان يرفض مشاركة جنود غربيين في القوة المختلطة (الجزيرة) - زعيم القاعدة في مصر يدعو لشن هجمات على الصهاينة و"الصليبيين" (رويترز) |     |       |      |      |
| 24 يونيو 2007 (الأحد) | عدل | تاريخ | راقب | تصفح |

| \| 25 يونيو 2007 (الإثنين) \| عدل \| تاريخ \| راقب \| تصفح \| |     |       |      |      |
| - تثبيت حكم بالسجن على عمري شارون نجل أريل شارون بقضية فساد (الجزيرة) - تأجيل محاكمة تشارلز تيلور؛ رئيس ليبيريا السابق (بي بي سي) - السجن 25 عاما للمصري محمد سيد صابر والمتهم بالتجسس لإسرائيل (الجزيرة) - خاطفو الصحفي جونستون يحذرون من تحريره بالقوة (الجزيرة) - أول رحلة سياحة فضائية قد تنطلق من دولة عربية (الجزيرة) |     |       |      |      |
| 25 يونيو 2007 (الإثنين) | عدل | تاريخ | راقب | تصفح |

| \| 29 يونيو 2007 (الجمعة) \| عدل \| تاريخ \| راقب \| تصفح \| |     |       |      |      |
| صدور الإصدار الثالث من رخصة جنو العمومية - شهيد وعشرات المعتقلين في اجتياح إسرائيلي لنابلس وبلاطة (الجزيرة) - مقتل خمسة جنود أمريكيين في هجوم بقنبلة في بغداد (رويترز) - الرئيس الإسرائيلي موشيه كتساف يستقيل بسبب جرائم جنسية (رويترز) - مجلس الأمن يؤكد دعمه للحكومة الانتقالية بالصومال (الجزيرة) - تفكيك سيارة مفخخة وسط لندن (بي بي سي) - منع ختان الاناث نهائيا في مصر (بي بي سي) - ليبيا ترحب باستئناف لوكربي والمقرحي يؤكد براءته (الجزيرة) |     |       |      |      |
| 29 يونيو 2007 (الجمعة) | عدل | تاريخ | راقب | تصفح |